# 貝瑞塔Px4 Storm半自動手槍
貝瑞塔Px4 Storm（英語：Beretta Px4 Storm）是一系列由意大利的槍械製造商貝瑞塔為個人防衛和執法機關使用而設研製和生產的半自動手槍，主要發射9×19毫米、9×21毫米IMI、.40 S&W和.45 ACP這四種口徑的手枪子彈。
Px4 Storm採用了與貝瑞塔8000系列相同的槍管短行程後座作用、槍管偏轉式閉鎖槍機以及與貝瑞塔92／96／M9系列相同的操作系統。不過，從設計上可以看出與以上兩種系列完全不同的地方，例如可以減輕全槍重量和生產成本的輕質量的工程用聚合物及钢材混合材料、適合不同使用者的模組化扳機結構、可以完全地閉鎖的套筒、套筒下和扳機護環前方的防塵蓋整合了一條用以安裝戰術燈、雷射瞄準器和其他戰術配件的MIL-STD-1913戰術導軌以及握把使用了模塊化的可選擇更換式後方握把片。這些都是從根本上脫離過去的貝瑞塔手槍都沒有使用的設計。

## 設計細節
貝瑞塔Px4 Storm是一款採用槍管短行程後座作用和後膛裝填工作原理的半自動手槍。這種手槍使了來自貝瑞塔8000系列、一種相對地罕見的槍管偏轉式閉鎖系統，具有兩個閉鎖凸筍，槍管會在套筒後座時緊隨著導槽旋轉以使槍管本身開鎖。槍管會因為安裝在其底部的銷子裝置和嵌入在鋼製槍身內的凹式導槽控制它而旋轉。袖珍型在槍口處的槍管直徑稍大一些，保證槍管每次復進時都能回到同一位置，以提高射擊精度。
與第一代貝瑞塔92／96／M9系列手槍的連防滑凹陷型扳機護環不同的是，貝瑞塔Px4 Storm的所使用的是圓滑過渡型扳機護圈，以達到更好的隱蔽攜帶效果。早期型號的分解閂已經被彈簧裝填導桿所取代，並且通過槍身兩邊末端的凹槽來接駁，必須握緊此槍並且同時地拉低分解閂以分解出套筒。套筒的前部和後部都刻有防滑槽。套筒後部還有無彈後定桿，左右兩手均可操作。套筒頂部、照門的前方有兩個銷。前一個是銷是抽殼鉤軸，後一個銷是擊針保險，扣動扳機時保險抬起，擊針才能撞擊槍彈底火。復進簧導桿是由兩端夾緊，其中一端被插進一塊大約25.4毫米（1英吋）的擊發傳動組件，而另一端通過套筒前端的槍口下的導桿小孔連接。這是一個獨立的組件，完全由聚合物製造的導桿所引導。套筒座由玻璃钢強化聚合物“Poliammide 12”所製成，槍機導軌嵌套在聚合物套筒座上。聚合物材料不會變形，並且握持時手感不錯，不經意的刻劃並不會使其損毀，這種材料也不會被目前所知的任何溶劑所溶解。其扳機機構並與貝瑞塔92／96／M9系列手槍非常相似，雙動操作時平滑柔和，扳機力較輕，單動操作時干脆利落。彈匣頂端夾著的子彈在槍裡直接對準槍管後膛末端的後面，因此必須裝有一條細微的供彈坡道以確保供彈順利。這使得槍管能夠完全支撐彈殼。6條右旋膛線的槍管會因為閉鎖系統的控制而產生逆時針的力矩，以減少因為槍管偏轉式閉鎖系統的凸輪和擊針系統需要承受內膛的壓力而影響開膛。鋼製的傳動組件凸輪銷寬5毫米、深度2毫米。作為單一組件的整個外置式擊錘部件和扳機組件機構都可以從貝瑞塔Px4 Storm上移除而且不需要使用任何專用工具。這使得對發射機構進行清洗和上油都變得很容易。Px4的抽殼鉤較大，並在套筒以外露出了一部份，而拋殼口也比較大。抽殼鉤同時作為上膛指示器，有彈藥於膛室內的時候會使抽殼鉤突出，而沒有彈藥時會把抽殼鉤縮回槍內，可使用手觸摸以感知膛室內裝有彈藥與否。Px4的設計使得它不可能在不完全分解或重新組裝時出現錯誤。
貝瑞塔Px4 Storm的特點是安裝在套筒頂部的燕尾槽裡、可以更換和發光的三點式準星瞄準系統，在夜間瞄準用白點上還塗上了超級夜光（Super-LumiNova）塗料，以便在黑暗或光線不足的情況下快速捕捉目標時使用。只要曝露於任何類型的光線一段短時間，夜間瞄準用白點就有著長達30分鐘的黑暗中發光時間。貝瑞塔Px4 Storm還在套筒下、底把的扳機護環前方的防塵蓋整合了一條MIL-STD-1913式戰術燈安裝導軌，以安裝各種戰術燈、雷射瞄準器和其他戰術配件。安裝後是十分穩固的，而且無需使用任何工具輔助安裝。

### 可移除和通用的部件
為了幫助提高貝瑞塔Px4 Storm的通用性，有一些的零件為可移動和互換的模塊化設計。這些部件包括可選擇更換式後方握把片、彈匣釋放按鈕、套筒阻鐵和擊錘部件機構。後方握把片有三種尺寸，分別是：超薄型、標準型和超大型。彈匣釋放按鈕可以安裝在貝瑞塔Px4 Storm的左右任何一邊，或是被是以下三種尺寸將其取代，分別是：標準型、大型或戰鬥型（延長型）。標準型的套筒阻鐵可以換成苗條型版本，以避免當武器從皮套快速抽出時被任何東西勾著。

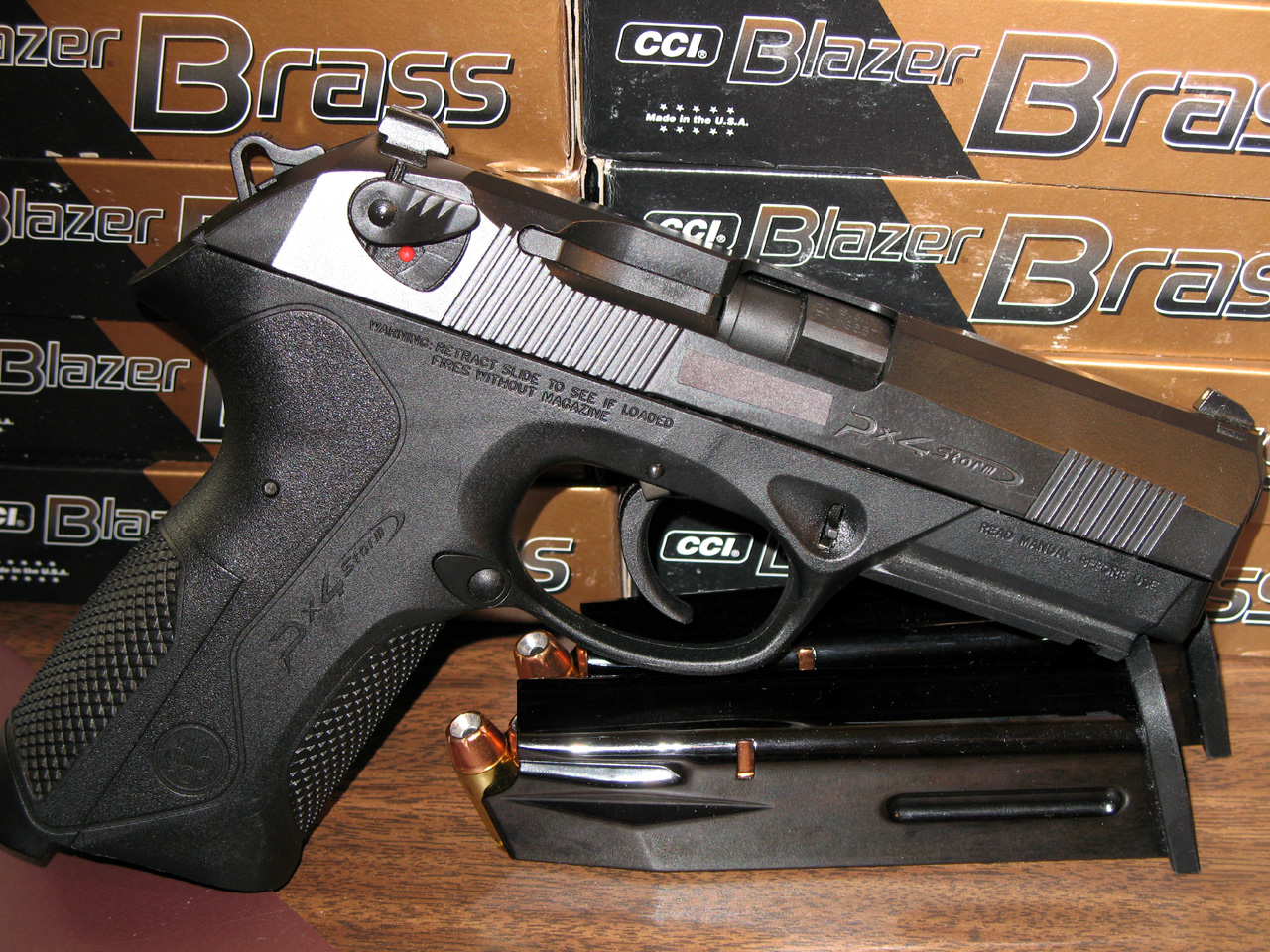
貝瑞塔Px4 Storm .40 S&W手槍

## 衍生型
黃色箭頭：槍身上膛坡道

燈色箭頭：槍管上膛坡道

### 型號
Px4有四種型號：
- F型型號：具有雙／單動操作扳機、位於套筒而且兩手皆可靈巧操作的手動安全保險／待擊解脫桿。
- C型型號：具有純雙動操作扳機（英語：Double-action only，簡稱：DAO）：貝瑞塔恆定式發射機構（英語：Beretta Constant Action）。扳機扣力較一般純雙動操作扳機手槍小。扣動扳機前需要手動使套筒稍微後退約10毫米毫米（0.39英吋），使內置式（英语：Hammerless）擊錘呈半待擊狀態，此時以較小的扳機扣力就可以擊發。無外置式擊錘、手動安全保險／待擊解脫桿。
- D型型號：具有純雙動操作扳機（英語：Double-action only，簡稱：DAO）。沒有外置式（英语：Hammerless）擊錘、手動安全保險／待擊解脫桿。
- G型型號：具有雙／單動操作扳機、位於套筒而且兩手皆可靈巧操作的待擊解脫桿。無手動安全保險。

### Px4 Storm Inox
在2011年的SHOT Show（美國著名槍展）之中，美國貝瑞塔推出了不鏽鋼套筒的Px4 Storm標準型，並命名為Storm Px4 Inox。

### Px4 Storm緊湊型
貝瑞塔Px4 Storm緊湊型（英語：Beretta Px4 Storm Compact）是貝瑞塔Px4 Storm的緊湊型版本，在2010年推出，發射9×19毫米和.40 S&W這兩種手枪子彈。緊湊型的套筒和握把尺寸在全尺寸型和袖珍型之間，並且和全尺寸型一樣採用了槍管偏轉式槍機。貝瑞塔Px4 Storm緊湊型還裝有非常靈巧的套筒鎖（空槍掛機杆），安裝在套筒附近和扳機護圈上的兩側，兩手皆可讓拇指舒服地操作，進而快速識別彈盡和更換彈匣。貝瑞塔Px4 Storm緊湊型亦可使用全尺寸型的可拆卸式彈匣，例如9×19毫米口徑的17、20發可拆卸式彈匣和.40 S&W口徑的14、17發可拆卸式彈匣。貝瑞塔Px4 Storm緊湊型還在套筒下方、底把的扳機護環前方的防塵蓋整合了一條較短的MIL-STD-1913戰術導軌以安裝各種較小的戰術配件。

### Px4 Storm袖珍型
貝瑞塔Px4 Storm袖珍型（英語：Beretta Px4 Storm Subcompact）是貝瑞塔Px4 Storm的袖珍型版本，發射9×19毫米和.40 S&W這兩種手枪子彈。它使用了單／雙動操作扳機。Px4 Storm袖珍型採用了槍管擺動式系統。它是針對個人防衛和執法機關的隱蔽攜帶用途而研製。
貝瑞塔銷售的Px4 Storm袖珍型作為他們目前最先進的微型手槍。它重量輕巧和尺寸細小。槍管是由不鏽鋼製造，以防止因為汗水而腐蚀。同樣在扳機護環後部的彈匣釋放按鈕可以轉換成兩種尺寸和安裝在左右任何一邊。貝瑞塔Px4 Storm袖珍型還在套筒下、底把的扳機護環前方的防塵蓋整合了一條短小的MIL-STD-1913戰術導軌足以安裝各種較小的戰術配件，例如由透視科技公司（英語：Insight Technology）研製及生產的的整合式X2戰術燈／雷射瞄準器。後方握把片亦有三種尺寸，分別是：超薄型、標準型和超大型。彈匣釋放按鈕可以安裝在貝瑞塔Px4 Storm的左右任何一邊，或是被是以下三種尺寸將其取代，分別是：標準型、大型或戰鬥型（延長型）。最後貝瑞塔使用了专利的SnapGrip彈匣延長底座，延長了握把下端的尺寸，以達到握把能更安全和穩固地握緊。

### 聯合戰鬥手槍
此外，Px4已經公佈了其.45 ACP口徑版本並且命名為Px4 Storm SD（SD，意為：特別任務）。貝瑞塔Px4 Storm SD的設計目的是要滿足美军「聯合戰鬥手槍」（簡稱：JCP）計劃之中的各項規定，其目的就是為了令美軍裝備一把可同時發射.45 ACP普通彈藥、比賽等級彈藥和高壓彈藥的半自動手槍，並且取代目前發射9毫米手枪子彈的M9手槍。除了貝瑞塔Px4 Storm SD，HK45、SIG P220戰鬥型、史密斯威森軍警型、格洛克21 SF、FN FNP45-USG、HS-45等.45口徑的手槍亦有參加。不過，聯合戰鬥手槍計劃在2006年被無限期中止。而直到裝備SIG P320（M17／M18）以前，M9手槍仍然是美軍的制式手槍。
特別任務型和.45 ACP口徑標準型之間的顯著差異就是沙色的槍身、PVD塗層的彈匣和內置式發射控制總成、串聯式復進簧、特製軋壓標記的套筒和特別加長以方便裝上消聲器的槍管。彈匣的PVD塗層（一至兩個10發彈匣連其組件）並不是經過進口，而且和Px4 Storm SD一樣只會有一條生產線會運作。其供應是有限的。初步照片顯示槍管會塗上銀色的專利塗層，但每把製作完成的型號的手槍都會裝有一根黑色的槍管。此外，原來的Px4 Storm SD手槍上裝上塗上了超級夜光（Super-LumiNova）的夜間瞄準用三點式準星並且作為標準機械瞄具配件之一；但是由於貝瑞塔美國分公司已經在2009年停止使用超級夜光塗料，因此在以後生產的Px4 Storm SD改為裝上帶有夜間瞄準用白色三點式準星瞄具作為標準機械瞄具。Px4 Storm SD的配件包括特製的鵜鶘（英語：Pelican）槍盒連Px4 Storm SD手槍、潤滑油油壺、清潔工具、三個彈匣、全部三種尺寸的更換式後方握把片、全部三種尺寸的彈匣釋放按鈕、說明書、保養卡和兩塊發泡膠分隔板。
這把手槍的新槍價格由$750至$1,200不等。

## 忠誠計劃
貝瑞塔Px4 Storm袖珍型在2007年底推出的同時，貝瑞塔美國分公司亦推出了忠誠計劃，參與了這一個計劃的任何執法人員會有$10,000死亡救濟金。“參與”是指購買了Px4，及經過註冊程序。在購買以後的三年會有良好的保障。貝瑞塔還會在有任何執法人員在執行任務期間殉職的倖存同事提供一部分作為福利，免費諮詢，法律和財務諮詢。

## 使用國
- 阿尔巴尼亚
  - 阿爾巴尼亞地面部隊（英语：Albanian Land Forces）特種作戰團（英语：Special Operations Regiment (Albania)）
  - 警察單位
- 阿根廷
  - 布宜諾斯艾利斯市警察（英语：Buenos Aires Metropolitan Police）[4]
- 亞美尼亞
  - 警察單位
- 加拿大
  - 邊境服務局（英语：Canada Border Services Agency）[5]
- 智利
  - 智利武裝部隊特種部隊
  - 警察單位[6]
- - 喬治亞武裝部隊特種部隊[7]
- 義大利
  - 意大利國家警察（英语：Polizia di Stato）中央保安行動局（英语：Nucleo Operativo Centrale di Sicurezza）
- 利比亞：在內戰前購入了7,500把Px4手槍[8]。
- 马来西亚
  - 馬來西亞皇家警察[9]
- 墨西哥
  - 墨西哥聯邦警察（英语：Federal Police (Mexico)）
- 秘魯
  - 警察單位
- 葡萄牙
  - 治安警察局（英语：Polícia de Segurança Pública）
  - 共和國國民警衛隊（英语：National Republican Guard (Portugal)）[10]
- 塞爾維亞
  - 塞爾維亞內務部反恐部隊（英语：Counter–Terrorist Unit (Serbia)）[11]
- 南非
  - 警察單位[12]
- - 總統安全局（英语：Presidential Security Service (South Korea)）
- - 土庫曼斯坦武裝部隊[13]
- 美国：
  - 馬里蘭州警察（.40 S&W口徑D型）[14]
  - 新泽西州斯巴達警察局（.40 S&W口徑型）[15]
  - 罗得岛州普羅維登斯警察局（.40 S&W口徑Px4緊湊型）[16]
  - 纽约州羅切斯特警察局（.45 ACP口徑）[17]
- 委內瑞拉
  - 玻利瓦爾國民警衛隊（英语：Venezuelan National Guard）[18][19]
  - 玻利瓦爾國家警察（英语：Bolivarian National Police）

## 流行文化
貝瑞塔Px4 Storm和其衍生型亦登場於多部电影、电視、电子游戏和動画裡，例如：

### 电影
- 2006年—《南方傳奇》：型號為標準型，由羅蘭·塔瓦納（Roland Taverner，西恩·威廉·史考特飾演）用作配槍（英语：Side arm）。
- 2007年—：型號為標準型，最初由恐怖份子羅伯特·魯索（Robert Russo，奧高·君士坦丁飾演）所使用（曾經裝上消聲器），後來羅伯特被殺以後被主角約翰·麥克連（John McClane，布鲁斯·威利斯飾演）所奪取，最後約翰掉下該槍後由網絡駭客麥特·法萊爾（Matthew "Matt" Farrell，賈斯汀·隆飾演）所使用。
- 2009年—：型號為標準型，由警察達米安·托馬索（Dominic Toretto，塞瑞爾·拉菲利飾演）所使用。
- 2010年—：型號為標準型和袖珍型：
  - 標準型由鈍胎（Sgt. Bosco Albert“B.A.”Baracus，昆頓·傑克遜飾演）用作配槍（英语：Side arm）。
  - 袖珍型由賽魯域沙·索沙（Lieutenant Charisa Sosa，謝茜嘉·比爾飾演）作為配槍（英语：Side arm）。
- 2010年—：型號為標準型，主要由唐姆·度明（Dom Cobb，莱昂纳多·迪卡普里奥飾演）所使用，亦曾經裝上消聲器，另外亦曾經由愛莉（Ariadne，艾倫·佩姬飾演）所使用。
- 2011年—：型號為標準型，由嘉德麗雅（Cataleya，阿曼達拉·史坦堡飾演）所使用，有時會裝上消聲器。
- 2012年—《屍營旅舍》：型號為標準型，最初由電梯警衛（Elevator Guard）所使用，其後被馬丁（Marty，弗蘭·克蘭茲飾演）所奪取，接著又轉交給戴娜（Dana，姬絲汀·康露妮飾演）；另一把由丹尼爾·杜魯門（Daniel Truman，布萊恩·懷特飾演）於生靈攻入實驗室時所使用；還有一把由主任（The Director，飾演）所使用。
- 2012年—：型號為標準型，由鬚子綁匪（Suko，阿萊恩·費格拉茲飾演）所使用。
- 2013年—：型號為袖珍型，由伊琳娜·科馬洛夫（Irina Komarov，尤利婭·絲妮潔飾演）用作配槍（英语：Side arm），並在舞廳槍戰期間劫持其父親尤里·科馬洛夫時使用。
- 2014年—《2014》：型號為標準型，由艾力克斯·莫菲（Alex Murphy，喬爾·金納曼飾演）和其搭檔傑克·路易斯（Jack Lewis，邁克爾·K·威廉姆斯飾演）用作配槍（英语：Side arm）。
- 2014年—：型號為標準型，由中央情报局特工和狼（The Wolf）的保鏢所使用，其中一名女特工的手槍裝有消聲器。
- 2014年—：型號為標準型，由韓國黑幫張先生（崔岷植飾演）和警員所使用。
- 2015年—：型號為標準型，曾裝上消聲器，由雷尼格（Reiniger，彼得·法蘭森飾演）所使用，雙持時由右手握持（左手則是刀子）；也被史丹利（Stanley，雷·溫斯頓飾演）用於防身（沒有開火）。
- 2016年—：型號為標準型，由一名“為任性女孩的瑪格麗特姐姐之家”酒吧的顧客所使用。

### 电视剧
- 2001年—：2009年1月11日第6季後期，.40 S&W口徑標準型分別由麥克·道爾（Mike Doyle，里克·施羅德飾演）和（Jack Bauer，飾演）所使用。
- 2005年—：2011年11月18日第7季第8集（播出順序為第134集）“第七季該辦場婚禮啦”（Season Seven, Time for a Wedding!）之中，標準型由加斯（Garth，D.J.奎爾斯飾演）所使用。
- 2006年—：第2季第5集（播出順序為第25集）“終止的原因”（Termination for Cause）之中，標準型由羅素（Russel，大衛·穆尼耶飾演）所使用。
- 2008年—：標準型由彼得·畢夏（Peter Bishop，約書亞·傑克森飾演）用作配槍（英语：Side arm）。
- 2010年—《尼基塔》：型號為標準型、Inox型和袖珍型：
  - 2011年10月14日第2季第4集（播出順序為第26集）「合作夥伴」（Partners），標準型由凱利（Kelly，凱薩琳·溫尼克飾演）所使用。
  - 2011年10月14日第2季第4集（播出順序為第26集）「合作夥伴」（Partners），袖珍型由謝爾蓋·謝馬克（Sergei Semak，彼得·盧卡斯飾演）所使用。
  - 2011年11月11日第2季第8集（播出順序為第30集）「倫敦呼喚」（London Calling），袖珍型最初由卡桑德拉（Cassandra，海倫娜·馬特森飾演）等軍情六處特工所使用，其中兩把分別被妮基塔（Nikita，Maggie Q飾演）和亞歷山德拉·“艾莉”·烏迪諾夫（Alexandra "Alex" Udinov，琳德茜·冯塞卡飾演）所奪取，後者以其為主要武器。
  - 第3季開始，Inox型被妮基塔（Nikita，Maggie Q飾演）所使用，取代第2季時使用的瓦爾特P99AS；標準型由麥可（Michael，沙恩·韋斯飾演）所使用。
  - 第3季，袖珍型仍然由亞歷山德拉·“艾莉”·烏迪諾夫（Alexandra "Alex" Udinov，琳德茜·冯塞卡飾演）用作配槍（英语：Side arm）（曾經裝上消聲器）。
- 2011年—《諜影迷情》：型號為Inox型和袖珍型：
  - 2012年7月10日第3季第1集（播出順序為第28集）「掛到你自己」（Hang on to Yourself），Inox型出現在主角安妮·凱瑟琳·“安妮”·沃克（Anne Catherine "Annie" Walker，派波兒·普拉寶飾演）的汽車手套箱裡。
  - 2012年9月4日第3季第8集（播出順序為第35集）「玻璃蜘蛛」（Glass Spide）至第9集「參政權市」（Suffragette City），袖珍型由莉娜·史密斯（Lena Smith，莎拉·克拉克飾演）所使用（第8集曾經裝上消聲器）。
- 2011年—《超越時間線》：2013年5月12日第2季第4集（播出順序為第14集）「第二層皮膚」（Second Skin），標準型裝上消聲器並且由索尼婭·華倫泰（Sonya Valentine，萊克莎·多伊格）飾演）在洗衣店的遭遇戰期間所使用。
- 2014年—《24：再活一天》：型號為標準型，第2集（播出順序為第198集）“Day 9: 12:00 p.m. – 1:00 p.m.”之中，由Belcheck（布蘭科·托莫維奇飾演）所使用。
- 2014年—《閃電俠》：型號為Inox型，2015年3月24日第1季第16集「流氓時間」（英語：Rogue Time），由賭場警衛所使用。

### 电子游戏
- 2007年—：型號為.40 S&W口徑標準型，可選擇裝上消聲器使用，只在Xbox 360、PlayStation 3版出現。
- 2009年—：型號為標準型，裝上雷射瞄準器並且由BSAA隊員吉兒·華倫泰所使用。
- 2013年—《縱橫諜海：黑名單》：型號為橄榄绿底把Px4 Storm SD型，命名為“PX4 STORM .45”，10發彈匣，裝上消聲器並且由主角（Sam Fisher）和艾薩克·布里格斯所使用。
- 2014年—《幽靈行動：魅影》：型號為.40 S&W口徑標準型，命名為“Px4”，載彈量14發，攜彈量為42發。
- 2014年—《看門狗》：型號為9×19毫米口徑Inox標準型，命名為“Px4”，載彈量10發，最高攜彈量為360發，由主角艾登·皮爾斯（Aiden Pearce，由諾姆·詹金斯配音）作為最初武器使用。
- 2016年－《湯姆克蘭西：全境封鎖》：型號為9×19毫米口徑標準型，命名為“PX4 Storm”，載彈量17發；衍生型為“Px4 Storm F型”和“Px4 Storm T型”。

### 動畫
- 2009年—：橄欖色底把連黑色套筒的9×19毫米口徑G型標準型由主角迦南（カナン，聲優：日本：澤城美雪／香港：陳琴雲）所使用。
- 2013年—《劇場版 魔法少女小圓 ［新篇］ 叛逆的物語》（劇場版 魔法少女まどか☆マギカ ［新編］ 叛逆の物語）：型號為標準型，由曉美焰短暫地用在與巴麻美的槍戰當中。

## 資料來源
1. ↑  .   [2011-01-21]. （原始内容存档于2011-01-31）.
2. ↑  .   [2010-11-12]. （原始内容存档于2012-11-12）.
3. ↑  .   [2010-11-12]. （原始内容存档于2008-07-23）.
4. ↑  .   [2010-12-12]. （原始内容存档于2021-03-25）.
5. ↑  .   [2010-11-12]. （原始内容存档于2012-05-01）.
6. ↑  .   [2016-02-08]. （原始内容存档于2019-06-03）.
7. ↑  .   [2015-08-03]. （原始内容存档于2014-05-29）.
8. ↑  .   [2013-06-11]. （原始内容存档于2019-06-11）.
9. ↑  Abas, Marhalim. . The Malay Mail. May 2010  [2010-12-06]. （原始内容存档于2010-06-17）.
10. ↑  .   [2010-11-12]. （原始内容存档于2013-11-01）.
11. ↑  .   [2013-08-03]. （原始内容存档于2013-06-18）.
12. ↑  Leon Engelbrecht. . DefenceWeb. 2010-01-25  [2010-01-27]. （原始内容存档于2018-10-05）.
13. ↑  .   [2013-06-11]. （原始内容存档于2014-06-10）.
14. ↑  . Tactical-Life.com. June 2, 2010  [2010-06-03]. （原始内容存档于2012-04-26）.
15. ↑  . The Sparta Independent. June 2, 2010  [2010-06-03]. （原始内容存档于2012-03-06）.
16. ↑  .   [2010-11-12]. （原始内容存档于2011-08-24）.
17. ↑  .   [2011-10-16]. （原始内容存档于2010-08-18）.
18. ↑  .   [2012-10-30]. （原始内容存档于2013-11-10）.
19. ↑  .   [2012-10-30]. （原始内容存档于2020-12-05）.

## 外部連結
- （英文）—貝瑞塔Px4官方網站 （页面存档备份，存于）
- （英文）—Berettaworld－Px4 Storm （页面存档备份，存于）
- （英文）—Beretta PX4 Storm .45
- （英文）—PoliceOne—Beretta PX4 Storm （页面存档备份，存于）
- （英文）—American Rifleman—Taken By Storm: Beretta Px4 and Cx4 （页面存档备份，存于）
- （英文）—The Firearm Blog.com—
  - Beretta PX4i Storm (i-Protect System) （页面存档备份，存于）
  - Ernest Langdon and the PX4 Storm （页面存档备份，存于）
- （英文）—Tactical-Life.com—Beretta USA extends Px4 Storm holster promotion.
- （英文）—Weaponsystems.net—Px4 Stor （页面存档备份，存于）
- （简体中文）—D Boy Gun World（槍炮世界）—Px4 Storm手枪 （页面存档备份，存于）
- （简体中文）—《轻兵器》—伯莱塔推出P×4“风暴”手枪
- （简体中文）—新浪军事—制式手枪新选择：意大利伯莱塔Px4 Storm手枪 （页面存档备份，存于）

### Px4 Storm標準型
- （英文）—貝瑞塔官方網站—Px4 Storm標準型 （页面存档备份，存于）
- （英文）—貝瑞塔運動武器官方網站—
  - Px4 Storm標準型9毫米 （页面存档备份，存于）
  - Px4 Storm標準型.40 S&W （页面存档备份，存于）
  - Px4 Storm標準型.45 ACP （页面存档备份，存于）
- （英文）—Px4 Storm手槍說明手冊 （页面存档备份，存于）
- （英文）—貝瑞塔網站—Px4 Storm標準型 （页面存档备份，存于）
- （英文）—Modern Firearms—Beretta PX4 Storm pistol （页面存档备份，存于）
- （英文）—Weapon.ge—Beretta Px4 Storm （页面存档备份，存于）
- （英文）—The Truth About Guns.com—
  - Beretta Takes Fresno PD by Storm （页面存档备份，存于）
  - FNS-40 Contest Entry: Beretta 9mm PX4 Storm Type F Review （页面存档备份，存于）
- （英文）—Tactical-Life.com—
  - Beretta PX-4 Storm .45ACP （页面存档备份，存于）
  - Rochester, NY PD Purchases Beretta Px4 Storm .45 cal Handguns （页面存档备份，存于）
- （英文）—Personal Defense World.com—7 Locked-Breech, Rotary-Barrel Pistols From Beretta & Grand Power （页面存档备份，存于）
- （英文）—Hi Powers and Handguns.com—
  - Shooting the Beretta PX4 Storm 9mm （页面存档备份，存于）
  - Shooting the 9mm Beretta PX4 Storm Updated （页面存档备份，存于）
  - Shooting the Beretta .45 ACP PX4 （页面存档备份，存于）
- （英文）—Home Defense Weapons—Beretta PX4 Storm Review （页面存档备份，存于）
- （英文）—Military, Security and Civilian Guns—Beretta Px4 Storm （页面存档备份，存于）

### Px4 Storm Inox
- （英文）—貝瑞塔官方網站—Px4 Storm Inox （页面存档备份，存于）
- （英文）—貝瑞塔運動武器官方網站—
  - Px4 Storm標準型9毫米 （页面存档备份，存于）
  - Px4 Storm標準型.40 S&W （页面存档备份，存于）
- （英文）—The Truth About Guns.com—Gun Review: Beretta PX4 Storm Inox 9mm （页面存档备份，存于）

### Px4 Storm特別任務型
- （英文）—貝瑞塔官方網站—Px4 Storm特別任務型 （页面存档备份，存于）
- （英文）—貝瑞塔運動武器官方網站—Px4 Storm特別任務型.45 ACP （页面存档备份，存于）
- （英文）—貝瑞塔網站—Px4 Storm特別任務型 （页面存档备份，存于）
- （英文）—Weapon.ge—Beretta Px4 Storm SD （页面存档备份，存于）
- （英文）—Tactical-Life.com—
  - BERETTA Px4 Storm .45 Special Duty （页面存档备份，存于）
  - Beretta Px4 Storm JCP (Joint Combat Pistol) （页面存档备份，存于）
  - BERETTA Px4 SPECIAL DUTY .45 ACP （页面存档备份，存于）

### Px4 Storm緊湊型
- （英文）—貝瑞塔官方網站—Px4 Storm緊湊型 （页面存档备份，存于）
- （英文）—貝瑞塔運動武器官方網站—Px4 Storm緊湊型 （页面存档备份，存于）
- （英文）—The Firearm Blog.com—PX4 Compact Carry （页面存档备份，存于）
- （英文）—The Truth About Guns.com—
  - New Beretta PX4 Storm with Ambidextrous Slide Stop Lever （页面存档备份，存于）
  - P320 Entry: First Impressions-Beretta PX4 Storm Compact （页面存档备份，存于）
  - 20 Top Concealed Carry Guns
- （英文）—Tactical-Life.com—
  - BERETTA Px4 STORM COMPACT 9mm （页面存档备份，存于）
  - BERETTA PX4 COMPACT 9mm （页面存档备份，存于）
- （英文）—Personal Defense World.com—
  - 10 Fast & Furious .40 S&W Handguns （页面存档备份，存于）
  - 25 Compact Carry Handguns For Self-Defense
  - New for 2016: Beretta’s 9mm Px4 Compact Carry （页面存档备份，存于）
  - Personal Defense World.com—7 Locked-Breech, Rotary-Barrel Pistols From Beretta & Grand Power （页面存档备份，存于）

### Px4 Storm袖珍型
- （英文）—貝瑞塔官方網站—Px4 Storm袖珍型 （页面存档备份，存于）
- （英文）—貝瑞塔運動武器官方網站—Px4 Storm袖珍型 （页面存档备份，存于）
- （英文）—貝瑞塔網站—Px4 Storm袖珍型 （页面存档备份，存于）
- （英文）—Px4 Storm袖珍型手槍說明手冊 （页面存档备份，存于）
- （英文）—槍械和彈藥—新聞文章
- （英文）—Weapon.ge—Beretta Px4 Storm Subcompact (Px4SC) （页面存档备份，存于）
- （英文）—American Rifleman—Beretta Px4 Storm Subcompact （页面存档备份，存于）
- （英文）—The Firearm Blog.com—Beretta Px4 Storm Sub-Compact now available in USA （页面存档备份，存于）
- （英文）—Tactical-Life.com—
  - BERETTA Px4 STORM SUB-COMPACT （页面存档备份，存于）
  - Beretta PX4 Storm Subcompact 9MM （页面存档备份，存于）
  - BERETTA PX4 Storm Sub-Compact pistol on its way （页面存档备份，存于）
  - BERETTA’s NEW Px4 Storm Sub-Compact Pistol （页面存档备份，存于）
  - BERETTA’s NEW Px4 Storm Sub-Compact Pistol （页面存档备份，存于）
  - 11 Street-Ready Handguns For Law Enforcement （页面存档备份，存于）
  - The 20 Best Guns For Law Enforcement in 2016 （页面存档备份，存于）
- （英文）—Personal Defense World.com—
  - Beretta PX4 Storm Subcompact, BU9 Nano & Pico （页面存档备份，存于）
  - 14 Best Double Stack Subcompact Pistols For Deep Concealment （页面存档备份，存于）
  - 21 New Subcompact Pistols and Revolvers For 2016 （页面存档备份，存于）
- （简体中文）—輕兵器—风暴来临，势不可挡——伯莱塔“风暴”微型手枪震撼上市(一)